# ادبیات کلمنتین
ادبیات کلمنتین (انگلیسی: Clementine literature) نامی است که به یک رمان عاشقانه مذهبی داده شده‌است که ادعا می‌کند حاوی سندی است که توسط یک کلمنت (که در روایت او هم پاپ کلمنس یکم و هم دومیتیان، پسر عموی تیتوس فلاویوس کلمنس (کنسول) شناخته می‌شود) گفتارهایی مربوط به پطرس رسول آمده است، همراه با شرح شرایطی که در آن کلمنت همراه پطرس در سفر شد، و جزئیات دیگری از تاریخچه خانوادگی کلمنت بیان می‌شود. نویسنده گاهی  شبه‌کلمنت یا «کلمنس دروغین» نامیده می‌شود (برخلاف پاپ کلمنس یکم (پاپی بین سال‌های ۸۸ یا ۹۲ تا ۹۷ یا ۹۹ میلادی))